# Marko Luković
Marko Luković (Belgrado, 26 de mayo de 1992) es un jugador de baloncesto serbio que pertenece a la plantilla del Hestia Menorca de la Liga LEB Oro. Con 2,06 metros de altura puede jugar tanto en la posición de ala-pívot.

## Trayectoria profesional
Lukovic se formó en uno de los clubes más prestigiosos del Adriático, cómo es el KK Mega Leks, dónde debutaría en el baloncesto profesional y jugaría durante 7 temporadas, de 2007 a 2014.
En la temporada 2014-15, firmó por el TBB Trier alemán.
En la siguiente temporada jugaría en el KK MZT Skopje macedonio, club en el que conquistó la liga y la Copa.
La temporada 2016-17 la disputó en las filas del KK Krka, donde fue uno de los jugadores más valorados de la Liga Adriática, siendo el 5º más valorado (17'3) y el 4º más anotador (16'8) y el 3º más reboteador (7'3). 
En julio de 2017, el UCAM Murcia confirma su contratación, hasta que el 8 de marzo de 2018, no llegó a un acuerdo y rescindió su contrato con el club murciano.
En agosto de 2018 ficha por una temporada con el Bàsquet Manresa.
En la temporada 2019-20, firma por el KK Igokea de la Liga de baloncesto de Bosnia y Herzegovina.
En la temporada 2020-21, juega en las filas del KK Split de la ABA Liga, en la que promedia 14.6 puntos y 4.7 rebotes por partido.
El 28 de julio de 2021, regresa a España y firma por una temporada con el Club Baloncesto Breogán de la Liga Endesa. Continúa en las filas del club lucense para la temporada 2022-23.
El 5 de agosto de 2024, firma por el Hestia Menorca de la Liga LEB Oro.